# Economía rural
La economía rural (ER) es la rama de la microeconomía, en la ciencia económica que estudia la estructura espacial del medio rural. Estudia la estructura económica rural, los impacto económicos en el sector rural, la interrelación entre actividades económicas rurales (producción primaria y el trabajo rural), la producción tradicional (economía campesina, agricultura familiar, artesanía cultural, ...) los problemas/desafíos económicos rurales (impacto del cambio climático, electrificación, comercialización agrícola, pobreza, desempleo, alfabetización, construcción rural, despoblación rural, envejecimiento de la población rural, ...), uso del espacio rural, la construcción de mecanismos económicos para el desarrollo rural (microcrédito, finanzas rurales, construcción rural, emprendimiento rural o negocios rurales, desarrollo de capacidades locales, turismo rural, el acceso a los recursos naturales, política agrícola).
Sector primario:
- agricultura
- ganadería
- Silvicultura
- sector agropecuario
- acuicultura
- apicultura
- pesca
- caza
- apicultura
- micología
- Producción de alimentos orgánico
- Mielerío
- Viverismo,

Las actividades del sector secundario en un contexto rural:
- costura
- artesanía
- cerámica
- alfarería
- trabajo en madera
- arte en vidrio
- artes decorativas
- Talla de madera
- cestería

Las actividades del sector terciario en un contexto rural:
- Senderismo
- agroturismo
- ecoturismo

Deportes con animales pueden producirse en un medio rural:
- Equitación
- Jogging
- Polo
- Doma clásica
- Concurso completo
- Salto ecuestre
- Turf
- Cross-country
- Agility
- Canicross
- Mushing
- Flyball
- Disc dog
- Otros